# Элиакву, Иса
Иса (Али) Абулахи Элиакву (англ. Isah Abdulahi Eliakwu; род. 25 октября 1985, Локоджа) — нигерийский и итальянский футболист, нападающий.

## Карьера

### Начало карьеры

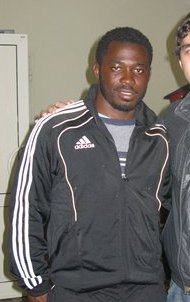

После отмены квот для футболистов не входящих в зоны стран европейского союза на команды в сезоне 2000/01, Элиакву перешёл в молодёжную команду «Реджана» из города Реджо-нель-Эмилия, где играл вместе со своими соотечественниками, среди которых Стивен Макинва, Аканде Аджиде, Адевале Вахаб, Обафеми Мартинс и Саиди Адешокан. В то время в ФИФА ещё не действовало ограничение на переходы иностранцев в молодёжные клубы.

### «Интернационале» и аренды
Летом 2002 года, в возрасте 16 лет, Элиакву перешёл в молодёжную команду миланского «Интернационале», к этому моменту в «Интере» уже играли Обафеми Мартинс и Саиди Адешокан, который перешёл туда годом ранее.
В Примавере он забил 4 гола в групповом этапе Лиги, лучшим бомбардиром клуба с семью мячами в том сезоне являлся Мартинс. Элиакву также принимал участие в матчах плей-офф Лиги против «Лечче», по итогам которых «Интер» уступил.
В сезоне 2003/04 Элиакву подписал полноценный контракт с «Интером», в том же сезоне он с 38 голов стал лучшим бомбардиром Примаверы. Партнёрами по нападению его в миланском клубе были вместе с Рикардо Меггиорини и Федерико Пиоваккари. В том сезоне «Интер» дошёл до финала плей-офф лиги, однако команда вновь уступила «Лечче».
Он иногда включался в заявку «Интера» на матчи Серии A сезона 2003/04, и 13 января 2004 он дебютировал за клуб в матче Кубка Италии 2003/04 года с «Удинезе», который завершился нулевой ничьей.
21 января 2004 года, в возрасте 18 лет, он принимал участие в деле о переходе Адриано, по условиям которого он должен был на правах аренды перейти в «Парму», Однако уже 31 января 2004 года, он вновь вернулся в из Пармы в молодёжную команду «Интера».
После товарищеских игр в летнее межсезонье летом 2004 года Элиакву понял, что ему будет трудно пробиться в основную команду, и в августе 2004 года он вместе с Лукой Франчини покинул команду, и на правах аренды перешёл в клуб «Асколи» из Асколи-Пичено, который выступал в Серии B, где он сыграл 24 матчей, однако в тени таких игроков, как Кристиан Букки и Роберто Колаконе, он так и не сумел отличиться.

### «Триестина»
В августе 2005 года он был отдан в аренду другому клубу Серии B «Триестине». Но из-за постоянных травм преследующих Ису, болельщикам «Триестины» пришлось редко видеть его в составе. Ситуация изменилась во второй половине сезона. Продажа лучшего бомбардира «Триестины» Денис Годеаса в «Палермо», а также получение травм остальными нападающими клубе дало шанс Элиакву выходить регулярно на поле в составе первой команды до конца сезона. В итоге нигериец сыграл 16 игр, в которых забил 8 голов, за манеру игры от поклонников получил прозвище вентилятор.
Летом 2006 года Стефано Фантинел был утверждён в качестве нового президента «Триестины», и Элиакву по условиям контракта был приобретён в двойную собственности (то есть оба клуба владели 50 % прав на футболиста). В сезоне 2006—2007 он из 40 игр в чемпионате в 19-ти из них выходил в стартовом составе, и забил 6 голов, и всего лишь на 1 по этому показателю он уступил Риккардо Аллегретти. Эта была «чёрная полоса» в истории «Триестины», так как после сезона клуб не как не могла забить, и занимал одно из последних мест в чемпионате. В первой половине сезона, вместе с Францеско Руополо, Элиакву в клубе был четвёртым нападающим клуба, и он был вынужден конкурировать с бывшим одноклубником по «Интеру» Федерико Пиоваккари, который был третьим нападающим в команде, которая использовала трио форвардов, помимо Пиоваккари ему помогали Маттиа Граффиди и Эмилиано Тестини. Несмотря на роль запасного нападающего, он не перешёл в резервную команду. После перехода в команду в середине сезона Луиджи Делла Рокка, Пиоваккари и Элиакву осели в глубоком запасе, но вскоре после прихода нового тренера Франко Варреллы и травмы Делла Рокка и Граффиди, Элиакву получил шанс выходить в стартовом составе, где он с тем же Пиоваккари составлял тандем нападающих итальянского клуба.
В июне 2007 года сделка по совместных правах на собственность футболиста с «Интером» была продлена, а в июле 2007 года он уехал в Серии B в клуб Специя из одноимённого города, который был фарм-клубом «Интера» с 2003 по 2005 год. В «Специи», он играл вместе с двумя другими арендованными игроками у «Интера» Лукой Кечаррели и Себастьяном Рибасом. В первой половине сезона он часто был заменен на Коррадо Коломбо и Массимилиано Гидетти. Тренер Антонио Сода предпочитал расстановку 4-5-1, по которой место в составе Коломбо не находилось, после чего он принял решение поставить Коломбо на левый фланг полузащиты, для того, чтобы он снабжал передачами Элиакву, футболисты играли регулярно, а сам Элиакву в том сезоне забил 7 голов. Он сыграл 29 матчей в сезоне 2007/08, из них в стартовом составе выходил в 14 играх, все во второй половине сезона.
В феврале 2008 года находился на просмотре в пермском «Амкаре», однако по словам главного тренера Миодрага Божовича за Элиакву предлагали завышенную стоимость, да и сам футболист хотел слишком высокую зарплату. Несмотря на это нигериец на предсезонном сборе оставил вполне приятное впечатление, однако но трансфер не состоялся из-за сложностей с документами футболиста, правами на которого совместно владели миланский «Интер» и «Триестина».
В июне 2008 года «Триестина» получила полные права на Элиакву, но из-за травм и имея в виду тот факт, что на тот момент в «Триестине» было 6 нападающих, в том сезоне он провёл лишь пять матчей.

### «Галлиполи» и «Варезе»
В июне 2009 года у него завершился контракт с «Триестиной». После короткого промежутка в хорватском «Хайдуке» из Сплита, за который провёл три матче в чемпионате Хорватии. В августе 2009 года он подписал однолетний контракт с новичком Серии B «Галлиполи», однако у клуба были финансовые проблемы. Он был четвёртым нападающим после за Чиро Гинестры, Франческо Ди Дженнаро и Самуэля Ди Кармине и принял участие всего лишь в 4 матчах. После чего в январе 2010 года на правах свободного агента перешёл в «Варезе», выступающего в Lega Pro Prima Divisione. За который он дебютировал 13 января 2010 года заменив Маттео Моменте на 66-й минуте. В следующих двух матчах, Элиакву был игроком основного состава, а Моменте находился на скамейке запасных. В клубе на позиции нападающего он играл вместе с Пьетро Триполи и Стефано Дель Санте, но после восстановления Осаримена Эбагуа и подписание контракта с Нето, Элиакву и Дель Санте не нашлось место в стартовом составе.

### «Анжи»
28 августа 2010 года в последний день дозаявочной кампании на правах свободного агента пополнил состав махачкалинского «Анжи», однако в это время он не находился в Махачкале и должен был прилететь в Россию, этому препятствовала оформлением рабочей визы. 29 октября дебютировал за молодёжную команду Анжи в выездном матче против молодёжки московского «Локомотива». 6 ноября в матче 27-го тура попал в заявку основной команды в домашнем матче против томской «Томи», однако в том матче остался на скамейке запасных. За основной состав махачкалинцев отыграл всего лишь 3 матча, преимущественно выступал за молодёжную команду, за которую провёл 23 матча и забил 11 мячей.

### «СКА-Энергия»
6 сентября 2012 года в последний день закрытия трансферного окна в межсезонье главный тренер «СКА-Энергии» Александр Григорян в прессе заявил, что Элиакву на правах свободного агента перейдёт в клуб. 25 октября 2012 года было объявлено, что руководство хабаровского клуба приняло решение не заключать контракт с Элиакву.